# ネッカーゲミュント
ネッカーゲミュント (ドイツ語: Neckargemünd, ドイツ語発音: [nɛkargəˈmʏnt] ( 音声ファイル)) はドイツ連邦共和国バーデン＝ヴュルテンベルク州ライン＝ネッカー郡に属す都市。ハイデルベルクからネッカー川を約10km遡った場所にあたる。

## 地理

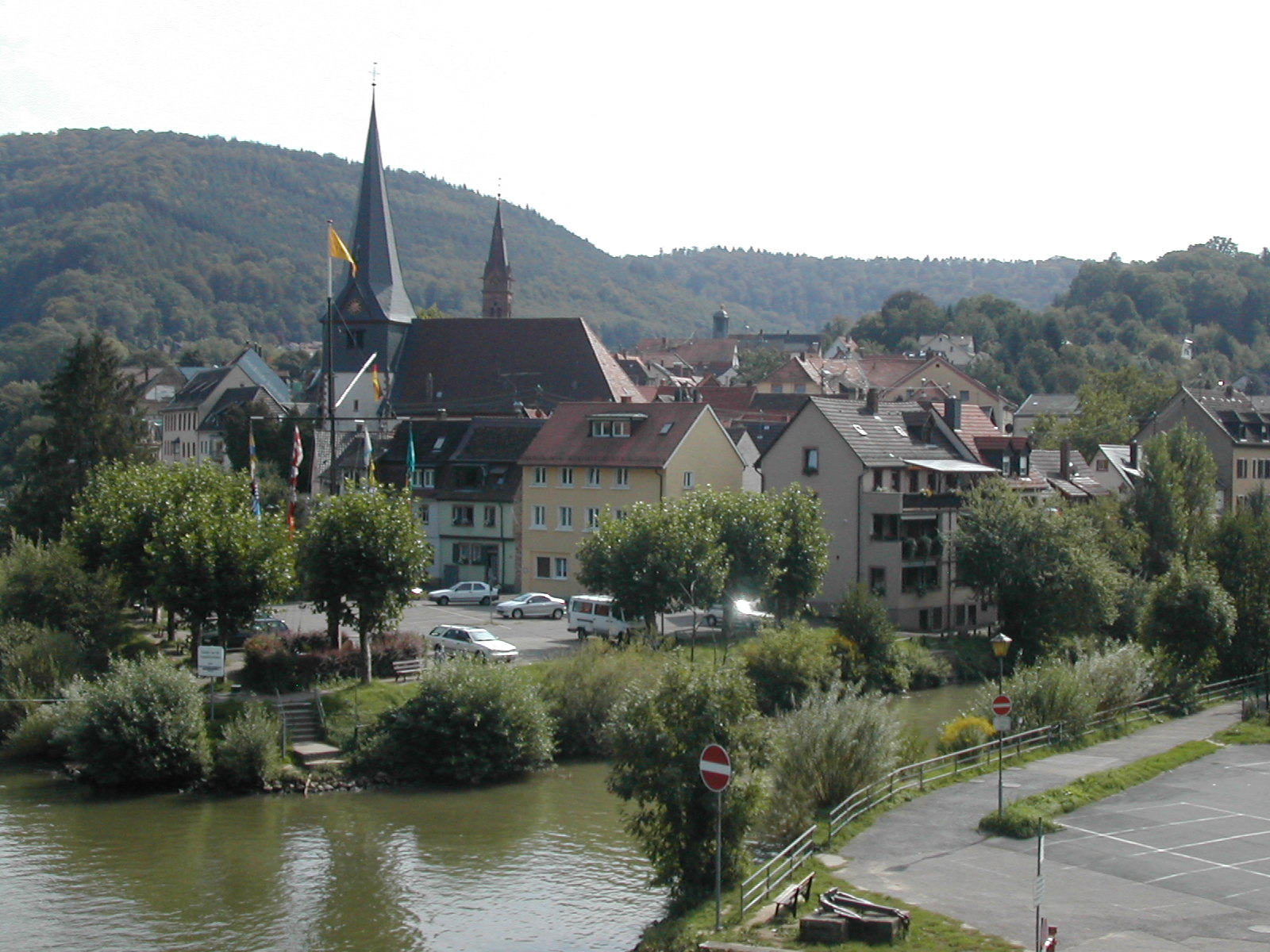
エルゼンツ川がネッカー川に注ぐ河口

### 位置
この都市はライン＝ネッカー大都市圏の一角を占める。オーデンヴァルト南西部の支脈に囲まれたホルムートの麓の、名前の由来にもなったエルゼンツ川がネッカー川(Neckar)に注ぐ河口(Mündung)に位置する。地名は、この位置に由来する（古高ドイツ語の>gimundi<＝現在のドイツ語>Flussmündung<（川口、河口）。市域は標高116mから469mに広がる。

### 隣接する市町村
市域は、西はハイデルベルク、北西はシェーナウ、北西はヘッセン州のネッカーシュタイナハ、東はシェーンブルンとロプバッハと境を接する。ネッカーゲミュントの南にはヴィーゼンバッハ、南西にはバンメンタールが位置している。

### 市の構成
ネッカーゲミュントには、かつて独立した自治体であったディルスベルク、ミュッケンロッホ、ネッカーゲミュント、ヴァルトヒルスバッハが含まれる。旧自治体ディルスバッハには、ディルスバッハ本体の他、小集落のディルスベルガーホーフ、ノイホーフ、ラインバッハが含まれていた。旧自治体ミュッケンロッホにはミュッケンロッホ本体の他、ネッカーホイザーホーフの入植地が含まれていた。1972年時点でのネッカーゲミュントには市本体の他、クラインゲミュント、キュンメルバッヒャーホーフ、樽工場の建物、クリークスミューレ、ヴァルトヒルスバッハ駅やヴァルクミューレが含まれていた。旧自治体ヴァルトヒルスバッハにはヴァルトヒルスバッハ村単体であった。旧ディルスバッハ地区にはライデンベルクの廃村があった。ネッカーゲミュント地区には放棄されたツィーゲルヒュッテ村があった。

## 歴史
988年に、この入植地は「Gemundi」の名で初めて文献に記録された。1241年に帝国都市として記されている。1330年に神聖ローマ皇帝ルートヴィヒ4世はネッカーゲミュントをライン宮中伯に質入れした。1346年にこの都市はメッケスハイム・ツェントに属した。1395年、ネッカーゲミュントは完全にプファルツ選帝侯（ライン宮中伯）ループレヒト2世に併合され、帝国都市の地位を失った。それでも1466年には市場の開催権を有しており、1544年にこの権利を拡大している。この都市は1566年に他のプファルツ選帝侯領全土とともにプロテスタント化された。
続く数世紀の間、この都市は繰り返し他国の軍隊の駐屯地にされてきた。三十年戦争では1622年にティリー伯が率いるカトリック同盟軍に支配された。プファルツ継承戦争ではフランス軍が、1799年に再びフランスの革命軍が駐留した。1814年から1819年にはロシアの軍勢が、そして最後に1849年にプロイセン軍がこの都市を支配した。

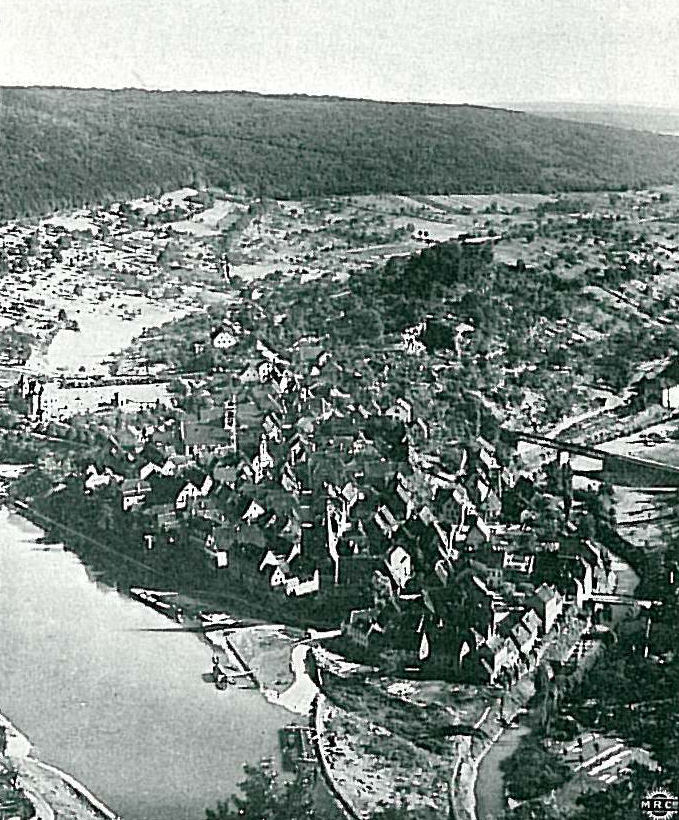
1898年のネッカーゲミュント

1803年にネッカーゲミュントはバーデン領となり、ディルスベルクから移された行政機関の所在地となった。バーデンの市町村令により、1831年にネッカーゲミュントはあらゆる皇帝特権を失った。1857年にネッカーゲミュント管区は廃止され、この都市はエーバーバッハ管区に編入された。さらに1863年からはハイデルベルク管区に割譲された。ネッカータール鉄道の開通により、1878年にこの都市は鉄道網に組み込まれた。1914年にはハイデルベルクへも鉄道で結ばれた。
政治面では、第一次世界大戦前には国民自由党が勢力を持ち、ヴァイマル共和政時代には社会主義政党と自由主義政党が拮抗していた。1933年になるとNSDAPが49%の票を得るに至った。
1938年にネッカー川に架かる大きな道路橋が完成したが、この川に架かる他の橋と同様に、早くも1945年の春にはドイツ工兵により爆破されてしまった。その2日後、アメリカ軍がこの都市に侵攻した。

### 人口推移
クラインゲミュントを含むネッカーゲミュント
| 年   | 1439 | 1577 | 1688 | 1727 | 1818  | 1852  | 1905  | 1939  | 1965  |
| 人口 | 295  | 855  | 550  | 877  | 1,956 | 2,702 | 2,637 | 3,862 | 8,107 |

現在の市域の人口
| 年   | 1961   | 1970   | 1991   | 1995   | 2005   | 2010   | 2015   | 2019   |
| ---- | ------ | ------ | ------ | ------ | ------ | ------ | ------ | ------ |
| 人口 | 10,120 | 11,763 | 14,562 | 14,559 | 14,280 | 13,905 | 13,369 | 13,334 |

### 宗教
宗教改革後は、すべての市区においてプロテスタントが多数を占める。ただし、ディルスベルクだけは、守備兵らにより1700年からカトリックが多数派になった。第二次世界大戦後は旧ドイツ領の東プロイセンやシレジア、チェコ領であったズデーテン地方などから放逐民らを受け容れたことによりカトリック信者の比率が上昇した。2004年現在、プロテスタント信者が40.6%、カトリック信者が32%である。

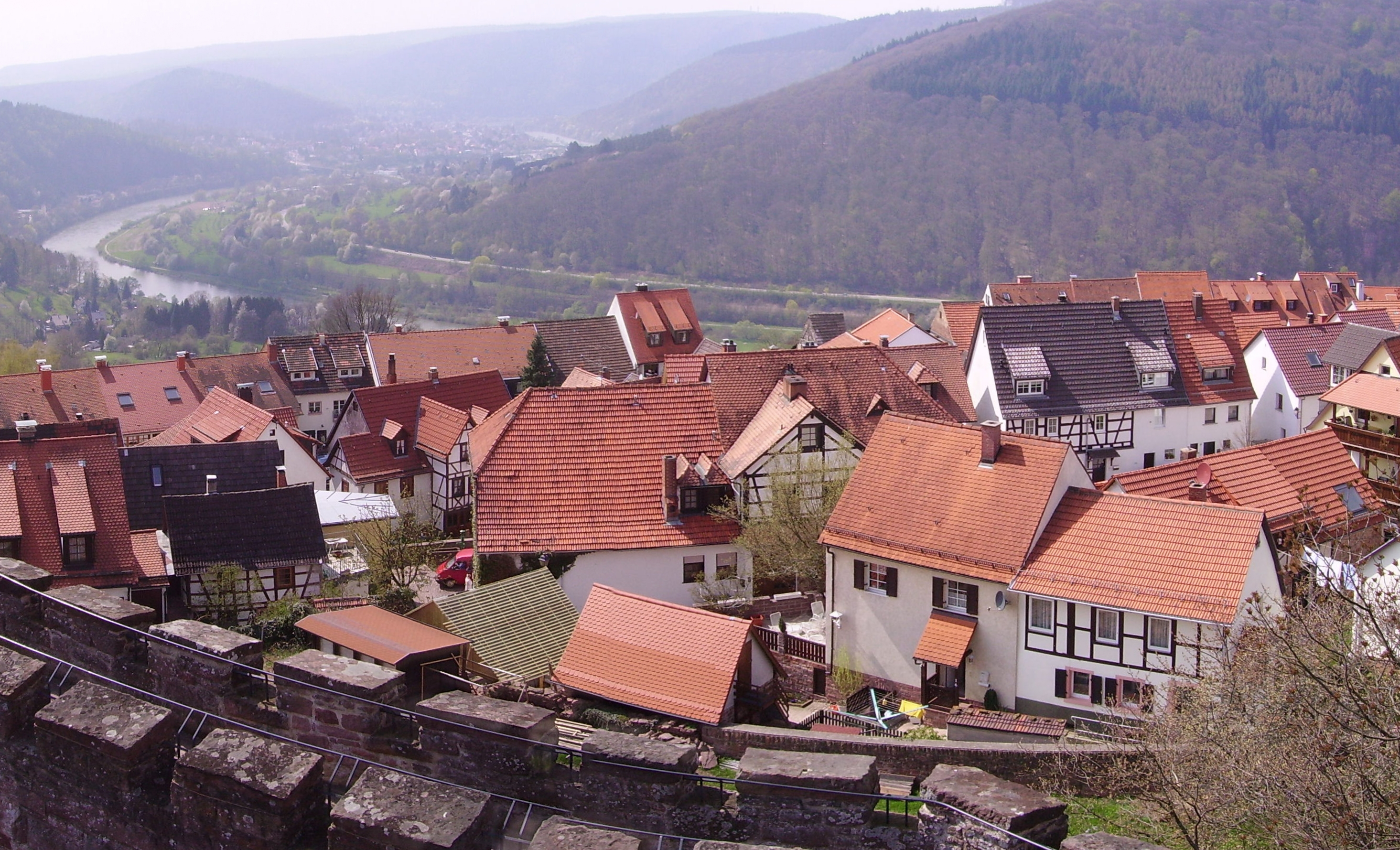
ディルスベルクの城壁と町並み

### 市町村合併
- 1907年: クラインゲミュント - 1860年以後独立した自治体であった
- 1973年: ディルスベルク - 歴史的な中心部と中世の城からなる小村[8]
- 1974年: ヴァルトヒルスバッハ
- 1975年: ミュッケンロッホ

## 行政

### 市議会
ネッカーゲミュントの市議会は24議席である。投票権を有する議長は2000年から市長のホルスト・アルトホフ(CDU)が務める。

### 紋章
図柄: 金地に赤い爪と赤い舌を見せる黒い鷲。胸部に小さな盾が掲げられており、その中には金の十字架と金の金具をつけた青い帝国宝珠が描かれている。
1359年の印章にはすでに、帝国都市特有の帝国鷲のデザインが用いられている。現在の形の紋章は、1645年のマテウス・メーリアンによる「Topographia Palatinatus Rheni（ライン宮中伯領地誌）」に初めて登場する。旗は、黒 - 黄色である。

### 友好都市
- エヴィアン＝レ＝バン（フランス、オート＝サヴォワ県）1970年
- ミズーラ（アメリカ合衆国、モンタナ州）1993年
- インジフーフ・フラデツ（チェコ、南ボヘミア州）1996年
- ロメーノ（イタリア、トレンティーノ＝アルト・アディジェ州）1992年（ヴァルトヒルスバッハ市区との友好都市提携）

ネッカーゲミュントは、1965年にチェコのValeč v Čecháchと援助協力関係を締結した。

## 文化と見所

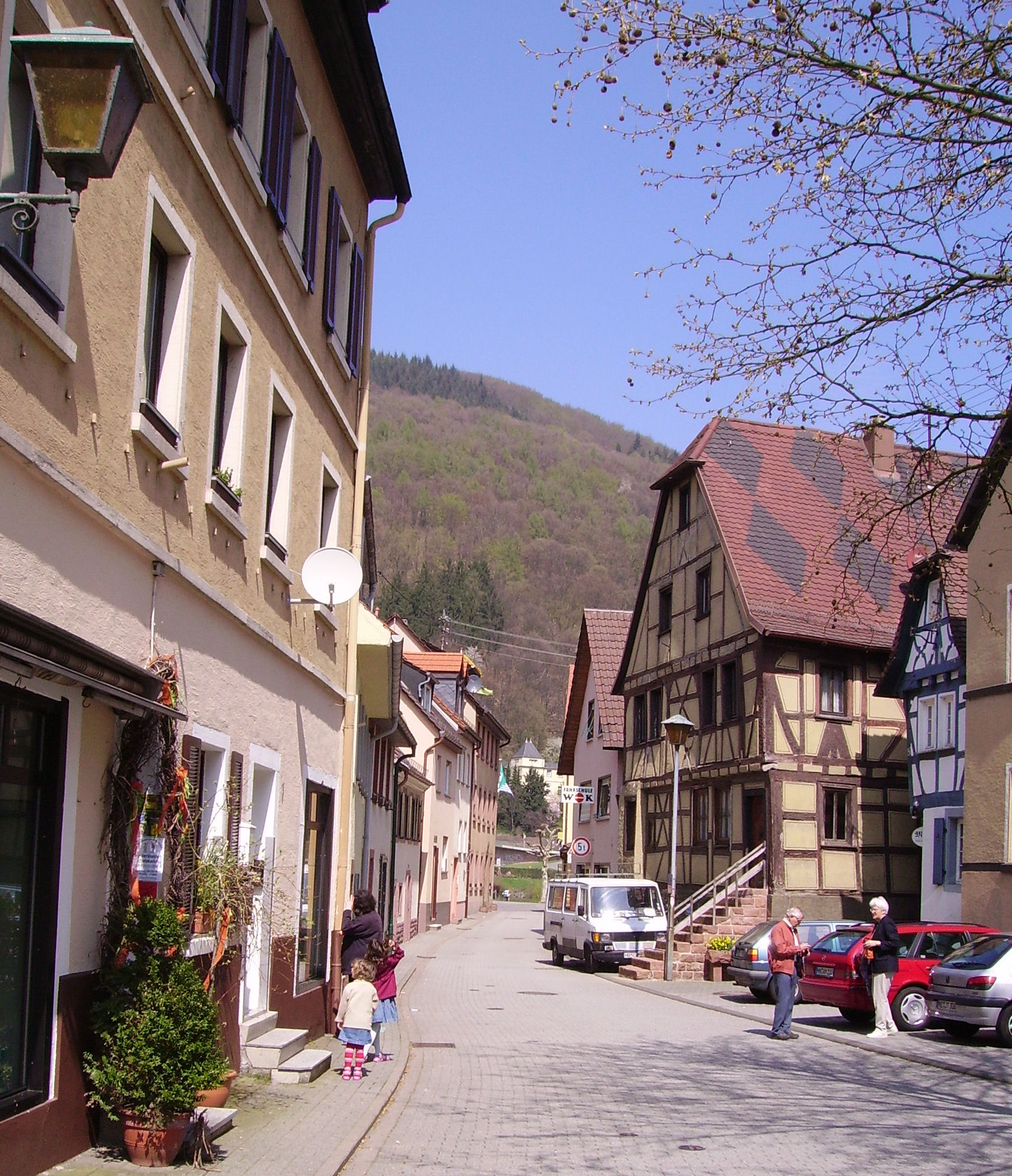
木組み建築が建ち並ぶネッカーゲミュントの路地

### 建築
ネッカー川の渓谷の斜面に位置するネッカーゲミュント旧市街には多くの見所が点在する。目抜き通りのハウプトシュトラーセ（本通り）とネッカーシュトラーセはそれぞれ一方通行で旧市街を貫いており、多くの木組み建築が並ぶ路地がこの通りから枝分かれしている。なかでも特筆すべきは、とても狭いクレッパーガッセで、旧市壁沿いに直接旧市街の裏側に通じている。
ネッカー川の堤防沿いにプロテスタント教会がある。この教会は12世紀から13世紀に建てられた先代の教会の基礎を利用して建てられた後期ゴシック建築である。カトリックの教区教会である聖ヨハネス・ネポムク教会はマルクト広場に面した高台に位置している。現在の建物は、1894年から95年にネオ・ロマネスク様式で建設された。その近くには1770年から1771年に古典主義様式で建てられた旧ルター派教会がある。この糧物は1821年に市に売却され、1984年まで市役所として用いられていた。

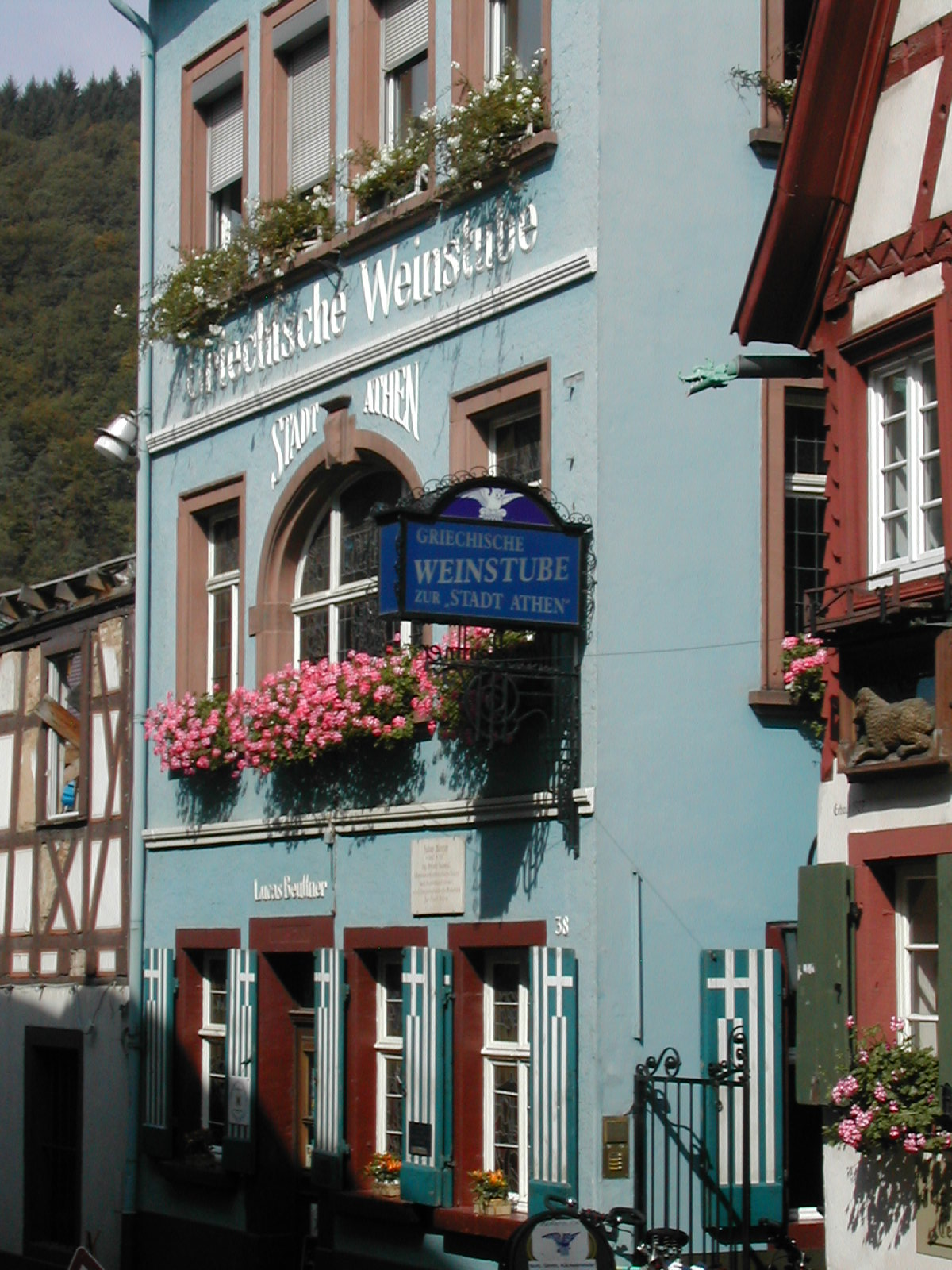
ギリシア・ワイン・ホテル

ネッカーシュトラーセ沿いのメンツァー公園にはメンツァー邸が建っている。この館は1892年に建てられたユリウス・メンツァー（1846年 - 1917年）の屋敷であった。ユリウス・メンツァーはワイン貿易商の創始者でギリシア・ワインを初めてドイツに紹介した人物である。メンツァー公園には2003年6月2日から2008年6月20日までの間、焼失したネッカーゲミュント・ギムナジウムの仮校舎が設けられていた。ネッカー通りを下ったやや広くなったところにはメンツァーが創設したギリシア・ワイン酒場兼宿泊施設の「Zur Stadt Athen」（アテネ亭）が建っている。
アテネ亭の近く、旧市街中心部付近にホテル・リッターがあった。この建物は1286年に建造された狩りの城にその起源を持つ建物であったが、2003年1月10日の夜に起きた火事の犠牲となった。この歴史的建築の再建は、資金難から実現せず、2006年7月に市はこの跡地の撤廃を決定した。
その近くに、16世から18世紀までビール醸造所を兼ねた宿屋であったプリンツ・カールがある。現在ここはネッカーゲミュントの音楽学校および市民大学に利用されている。

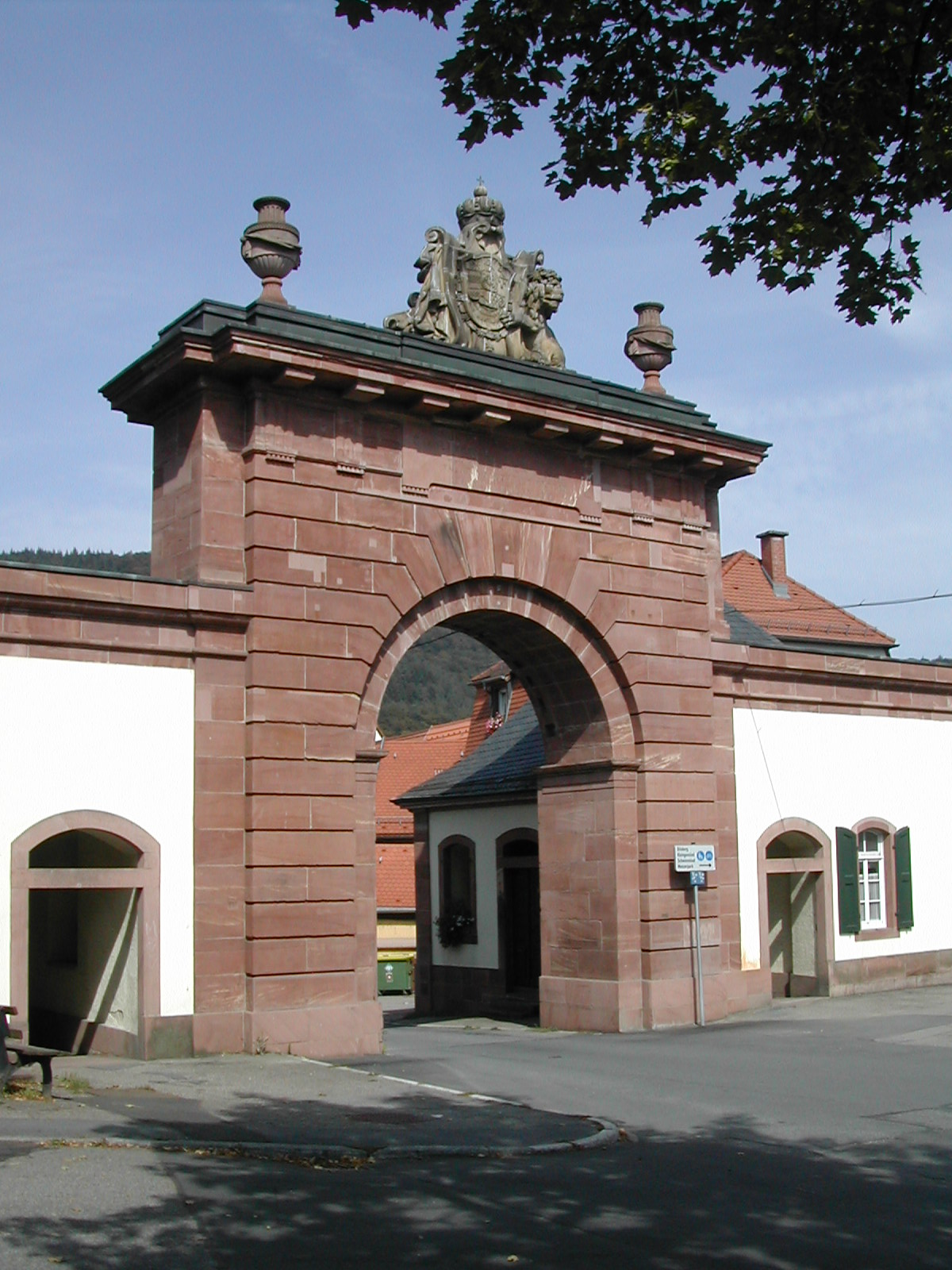
市門

旧市街の端、ヴィーゼンバッハ渓谷の入り口に1788年に選帝侯カール・テオドールの栄誉を称えて建設された市門がある。
ネッカーゲミュントの里山とも言うべきホルムートにはライヒェンシュタイン城の礎石だけが遺る。この城は14世紀の終わりに放棄され、その後荒廃するにまかされた。

### 青少年活動
ディルスベルガー通りには1990年から青少年施設アルテス・E-ヴェルク(Altes E-Werk)が設けられている。この施設は、ネッカーゲミュント市青少年サークルの管理下に様々な文化イベントを子供や青少年あるいは大人にも提供している施設である。

### 博物館
旧市庁舎の博物館は1988年に開館した。この博物館は、市の歴史コレクション（1935年 - 1939年）とネッカーゲミュント郷土博物館（1938年 1987年）をその起源とする。この博物館は、ネッカー川の水運を重点に、ネッカーゲミュントの歴史、民俗文化、文化史に関する展示を行っている。

## 経済と社会資本

### 交通
ネッカーゲミュント=アルトシュタット駅からは、ラインネッカー・SバーンのS1およびS2系統の列車が、30分ごとにエーバーバッハ/モースバッハ方面あるいはハイデルベルク/マンハイム方面に発着している。また、この駅には1時間毎に、エルゼンツタールを経由してジンスハイム/ハイルブロン方面へ向かうローカル列車も発着する。
ネッカーゲミュントは、ラインネッカー交通のバス路線網に組み込まれている。バス路線35系統は、ハイデルベルクとシュピッツァーフェルトのSRHグループ教育センターにある終点の間を平日ならば20分ごとに結んでいる。ネッカーゲミュントは、ライン＝ネッカー交通連盟のサービス提供地域に含まれる。
市内を連邦道B37号線とB45号線が走っている。連邦アウトバーンA5号線とA656号線へはハイデルベルク経由で達する。

### 公共機関
この街はプロテスタントのバーデン地方教会ネッカーゲミュント教会管区の本部所在地である。かつてのエリー・ホイス・クナップ・シューレはライン＝ネッカー郡の郡営林局となっている。
ネッカーゲミュントはテラス式屋外プールを運営している。ここには、飛び込み台、50mプール（オリンピック・プール）、ウォーターシュートのある遊泳禁止プール、幼児のための水遊びプールがある。この屋外プールは2007年のシーズンに改修された。

### 教育
ネッカーゲミュントには3つの州立基礎課程学校、私立の基礎課程学校、養護学校、職業実科学校を併設した本課程学校、実業学校とギムナジウムのある学校センターおよび聴覚・言語障害者のための州立学校がある。
学校センターは2003年6月2日、火災によってほぼ完全に焼失した。学校を仮校舎で運営しながら、度重なる議論を経て2年後に、2008年までに近代的な全日制の学校センターを同じ場所に整備することが決まった。
SRHグループは、専門病院の職業訓練作業を行うリハビリテーションセンターおよび、いずれもSRH-Schulen-gGmbH傘下のシュテファン・ホーキング・シューレ(SHS)、レオナルド・ダ・ヴィンチ・ギムナジウムならびに専門病院での教育ケアを行うための学校(Schule für Kranke)を運営している。SHSは、身体障害を有する子供や青少年のための特別支援学校である。ここでは8つの基本教科が、初等教育からアビトゥアの取得までの範囲で教育されている。SHSのギムナジウムと実科学校は、同時に、集学的教育がなされることで州内でも知られた私立学校でもある。レオナルド・ダ・ヴィンチ・ギムナジウムは、「ギフテッド」と呼ばれる特別な才能を有する学生のためのSRHの全日制私立学校である。
この他、ネッカーゲミュントには音楽学校と市民大学がある。また、市は図書館を運営している。

## 人物

### ゆかりの人物
- ユリウス・メンツァー（1846年 - 1917年）ワイン貿易商、ギリシア領事官、帝国議会議員
- カール・ベック（1856年 - 1911年）外科学教授
- ミハイル・クラウスニック（1943年 - ）作家、脚本家
- グドルン・ラインボート（1943年 - ）作家
- ハンス＝ディーター・フリック（1965年 - ）サッカー選手、2006年8月以降サッカー・ドイツ・チームのコーチ

## 引用と脚注
1. ↑  Statistisches Landesamt Baden-Württemberg – Bevölkerung nach Nationalität und Geschlecht am 31. Dezember 2023 (CSV-Datei)
2. ↑  Max Mangold, ed (2005). Duden, Aussprachewörterbuch (6 ed.). Dudenverl. p. 576. ISBN 978-3-411-04066-7
3. 1 2  Dieter Berger: Duden, geographische Namen in Deutschland: Herkunft und Bedeutung  der Namen von Ländern, Städten, Bergen und Gewässern. Mannheim/Leipzig/Wien/Zürich: Dudenverlag, 1993 (ISBN 3-411-06251-7), S. 194.
4. ↑  末永豊（ドイツ文学者、1942年生まれ）は山岳要塞（Bergfeste）としての城を中心に生まれたディルスベルク（Dilsberg）の昔と今について詳しく記している〔柏木貴久子 ・ 松尾誠之・ 末永豊『南ドイツの川と町』三修社　2009　(ISBN 978-4-384-04187-3)、320-328頁〕。
5. ↑  Das Land Baden-Württemberg. Amtliche Beschreibung nach Kreisen und Gemeinden. Band V: Regierungsbezirk Karlsruhe Kohlhammer, Stuttgart 1976, ISBN 3-17-002542-2. S. 381–384
6. ↑  Gerhard Köbler: Historisches Lexikon der deutschen Länder. 6. Aufl. München: C.H.Beck 1988 = Darmstadt: Wissenschaftliche Buchgesellschaft 1999, S. 420.
7. ↑   Kreisbeschreibung. 2. p. 741: クラインゲミュントを含み、ディルベルク、ミュッケンロッホ、ヴァルトヒルスバッハを含まない。
8. ↑  山岳要塞（Bergfeste）としての城を中心に生まれたディルスベルク（Dilsberg）を訪れたマーク・トウェインはこの地の風景に感激している。Hermann Baumhauer : 　Baden-Württemberg. Portät einer Kulturlandschaft. Neubearbeitet und aktualisiert von Heinrich Domes mit Fotos von Joachim Feist. Stuttgart: Konrad Theiss 1998, S. 29.
9. ↑  Herwig John, Gabriele Wüst: Wappenbuch Rhein-Neckar-Kreis. Ubstadt-Weiher 1996, ISBN 3-929366-27-4, S. 86
10. ↑  Ursula Kohl: Museumsführer Rhein-Neckar-Kreis. Schwetzingen 1995, ISBN 3-87742-101-6